# 필리역
필리역(러시아어: Фили)은 모스크바 지하철 필룝스카야 선의 역이다. 쿠투좁스카야 역과 바그라티오놉스카야 역 사이에 위치한다. 본 역은 지상 역사로 플랫폼은 캐노피에 의해 보호되며, 플랫폼 양쪽 끝에는 대기 승객을 위한 대합실이 고가도로와 교차하는 곳에 위치한다. 인근에 러시아 철도 모스크바-벨라루스 철도에도 동일한 역명의 역이 존재한다.

## 역사
필리 역은 1959년 11월 7일에 개장하였다.

## 통계
1일 평균 승객 수송량은 약 30,100명이다.

## 영화
본 역에서 영화 "위험한 나이"의 마지막 장면을 촬영했다.

## 같이 보기
- (러시아어) metro.ru